# Hemopeksyna
Hemopeksyna – produkowane przez wątrobę białko osocza krwi (glikoproteina), charakteryzujące się najwyższym (spośród białek krwi) powinowactwem do produktu rozpadu hemoglobiny – hemu. 

## Funkcja biologiczna hemopeksyny
Podstawowa funkcja biologiczna hemopeksyny polega na wychwytywaniu wolnego hemu, który katabolizowany jest z:
- hemoglobiny, uwolnionej w czasie incydentów hemolizy śródnaczyniowej
- oraz mioglobiny uwolnionej w czasie, różnego pochodzenia, uszkodzenia mięśni szkieletowych.

Jest to funkcja ochronna przed oksydacyjnym uszkodzeniem ze strony wolnego hemu. Inne ważne działanie to wiązanie i transport hemu do układu siateczkowo-śródbłonkowego (w wątrobie), gdzie żelazo jest odzyskiwane do dalszego wykorzystania w hemopoezie; zabezpiecza to przed utratą żelaza.
Hemopeksyna jest zaliczana do białek ostrej fazy według Koja.

## Biologia molekularna
U ludzi hemopeksyna jest kodowana przez gen hemopeksyny (HPX), który znajduje się na chromosomie 11.
Ludzka hemopeksyna (MW 63 000) składa się z 439 reszt aminokwasowych połączonych w pojedynczy łańcuch polipeptydowy, z 6 mostkami dwusiarczkowymi.

## Diagnostyka laboratoryjna
Prawidłowy poziom hemopeksyny we krwi metodą immunochemiczną wynosi: 5-15 mg/dl.
Oznaczanie poziomu hemopeksyny ma znaczenie w diagnostyce zespołów hemolitycznych. Badania wykazujące obniżenie poziomu hemopeksyny (zazwyczaj przy nieoznaczalnej haptoglobinie) wskazują na ciężki zespół hemolityczny.